# Ирски шпанијел за воду
Ирски шпанијел за воду је највиши од свих шпанијела. Тамносмеђа длака је густа и коврџава. Двије најпрепознатљивије карактеристике ове расе су „минивал“ и пацовски реп. Изврстан као ловачки пас, са особинама ретривера, шпанијела и пса за воду.

## Основно
- Животни вијек: од 9 до 15 година
- Мужјак
  - Висина: 53cm - 58cm
  - Тежина: 25kg - 30kg
- Женка
  - Висина: 51cm - 56cm
  - Тежина: 20kg - 26kg

## Спољашњост
Крзно, смеђе до тамносмеђе боје (боја зна да вуче и на љубичасту), их увијек издваја у гомили. Осим њушке, горњег, предњег дијела врата и репа (налик на пацовки), читаво им је тијело покривено густим коврџама. Највиши од свих шпанијела, Ирски шпанијел за воду је добро избалансиран пас и једини је шпанијел којем се никада није купирао реп, па због тога има надимак Whiptail(реп-бич). Они су усправни, снажно грађени пси који се по тлу крећу мекано. Поддлака је веома густа и штити пса од хладноће и најхладније воде. Мини-вал на глави пада преко очију и служи за њихову заштиту. Њушка је дуга, четвртаста и снажна. Дуге уши су такође прекривене коврџама. Прса су дубока, али и уска за слободно кретање у води. Задњи дио леђа је мало виши од рамена. Предње ноге су праве и кошчате са мрежастим шапама, које му помажу у води.

## Темперамент
Иако су понекад опрезни према странцима, ова је раса веома лојална и срдачна према својим власницима. Уобичајено је да се слажу са дјецом и, ако су упознати са мачкама и осталим љубимцима, као мали, не би требало бити проблема. Повремено залају, на знак неке опасности (или нечега што пас процијени да је опасност), али, генерално, су стабилног карактера. Ова раса, понекад зна да буде стидљива, али је углавном, храбра, ревносна и ефектна раса, нарочито у лову и добављању. Ово су живахни, весели и издржљиви пси. Ирски шпанијели за воду су интелигентни и лако се тренирају јер посједују жељу да угоде. Иако знају бити тврдоглави и независни, способни су доста научити. Многи су вољени, породични пси, али већина паса има (и схвата) само једног газду. Добри су и као радни пси и на изложби.

## Здравље
Склони су дисплазији кукова и инфекцији ушију. Могуће је и повећано слињење. Избјегавати плашљиве кучиће.

## Историја
Као што само име говори, Ирски шпанијели за воду су настали у Ирској средином 19. вијека у сврхе добављања у води. Коријени расе нису јасни, док многи мисле да пудла, Ирски сетер и коврџави ретривер (Curly Coated Retriever) су могући преци. Међу могућим прецима је такође и Португалски пас за воду. За развој ове расе се умногоме мора захвалити Џастину Мекартију (Justin McCarthy, рођен у Даблину 1834. године) и његовом псу под именом Ботсвејн (Boatswain - бродски официр). Сви Ирски шпанијели за воду воде поријекло од овог пса.
Како су познати по томе што без страха улазе и у најхладнију воду, Ирски шпанијели су доведени у Сједињене Америчке Државе седамдесетих година 19. вијека. Године 1875. ова је раса била једна од најпопуларнијих спортинг раса у Америци, а често се користила и у лову на патке. Његова популарност је временом опадала и у лову је полако замијењен са Лабрадор ретривером (због кратког крзна и једноставног одржавања), па се данас сматра ријетком и необичном врстом. Ова је врста, са друге стране, и даље веома популарна у Ирској и Енглеској.
Године 1878. Ирски шпанијел за воду је признат као члан АКЦ(American Kennel Club), док је у УКЦ-у(United Kennel Club) признат, 70 година послије, тек 1948. године.

## Карактеристике расе
Глава би требало да је крупна, куполасте лобање. Њушка је дуга и снажна. Очи су у облику бадема, би у односу на главу требало да буду мале. Смеђе, до тамносмеђе боје, очи, имају увијек интелигентан и позоран изглед. Уши су овалног облика, ниско постављене, тако да су близу образа. Вилица је снажна са потпуним маказастим загризом. Врат мора бити снажан, и довољно дугачак да држи главу високо изнад нивоа леђа. Рамена су снажна и оборена. Предње ноге су кошчате и праве. Задње ноге би требало да су снажне, са ниским скочним зглобом и фино заобљеним кољеном. Леђа су кратка, широка и у равни са дубоким и широким слабинама. Шапе су велике, широке и добро покривене длаком између прстију. Реп је кратак (не долази до скочног зглоба), широк у коријену и зашиљен према врху. Реп је смјештен ниско, испод нивоа леђа. Првих 10ак центиметара од коријена, реп је прекривен коврџама, које онда нагло престају. Остатак репа је го или је прекривен кратком, равном, и меком длаком. Покрет им је слободан и чио. Крзно је увијек густо, масно, коврџаво, тамносмеђе боје, са дозом љубичасте, својствено овој раси.

## Савет одгајивача

### Интелигенција
Раса која брзо мисли и тренинг би требало да почне рано, али ипак, озбиљан тренинг не почињати прије 18-ог мјесеца. У фази тренинга, иако брзо уче, истрајност мора играти највећу улогу. Разноликост тренинга је потребна како би се задржала пажња пса. Тренинг, на крају крајева, мора помало бити игра и за пса и за хендлера.

### Енергија
Ова је раса пуна енергије и потребно је доста вјежбе да би се она потрошила.

### Вјежбање
60 - 80 минута дневно.
Раса је пуна жеље за забавом, снаге и природно је жељан вјежбе на мокром и води. Овој је раси потребна и ментална и психичка стимулација, са минимално двије шетње по 40 минута дневно. Иако ће се пас прилагодити градском начину живота, ако му је обезбијеђено довољно вјежбе, он је боље прилагођен сеоском окружењу.

### Одржавање
Крзно је потребно четкати једном седмично, уз повремено тримовање. Масно крзно садржи густе коврџе и потребно је често четкање са широком четком, како би се спријечило да длака губи сјај. Пси се морају купати сваких неколико мјесеци како би се крзно одржавало без прејаког мириса. Због густоће крзна, буве и крпељи са тешко примјећују. Послије темељног четкања, требало би да се поквасе како би се коврџе вратиле. Излагање пса на изложби захтијева велику вјештину и временом је постало такмичење у тримовању. Длака око ушију и ножних јастучића, мора бити добро истримована, како би се спријечиле инфекције. Крзно се слабо лиња.

### Остало
- Стрес ако буду остављени: висок
- Лајање: средње
- Могућност транспорта: лаган
- Ниво агресивности: низак
- Компатибилност са други животињама: средња
- Компатибилност са дјецом: висока